# فرماندهی آلاسکا
فرماندهی آلاسکا (انگلیسی: Alaskan Command) یک فرماندهی تابع فرماندهی شمالی ایالات متحده آمریکا است که مسئول عملیات در داخل و اطراف ایالت آلاسکا می‌باشد. فرماندهی آلاسکا وظیفه حفظ حاکمیت هوایی، استقرار نیروها برای احتمالات جهانی طبق دستور فرماندهی شمالی ایالات متحده، ارائه پشتیبانی به مقامات فدرال و ایالتی در مواقع اضطراری مدنی و انجام آموزش‌های مشترک برای استقرار سریع نیروهای رزمی را برعهده دارد. نیروهای ترکیبی فرماندهی آلاسکا شامل بیش از ۱۶۰۰۰ پرسنل نیروی هوایی ایالات متحده آمریکا، نیروی زمینی ایالات متحده آمریکا، نیروی دریایی ایالات متحده آمریکا و گارد ساحلی، همچنین ۳۷۰۰ نگهبان و نیروی ذخیره هستند.
ستاد فرماندهی آلاسکا در پایگاه شکاری المندورف-ریچاردسن در نزدیکی انکوریج مستقر است. این فرماندهی از نیروی هوایی یازدهم مستقر در پایگاه نیروی هوایی المندورف، لشکر ۱۱ هوابرد مستقر در فورت ریچاردسون و نیروهای دریایی ایالات متحده آلاسکا مستقر در جونو، آلاسکا تشکیل شده است.
فرماندهی آلاسکا همچنین همکاری و آموزش نزدیکی با ستاد نیروهای مشترک، گارد ملی آلاسکا مستقر در کمپ دنالی، بخشی از پایگاه مشترک المندورف-ریچاردسون در نزدیکی انکوریج، انجام می‌دهد.